# گیمبسهایم
گیمبسهایم (به آلمانی: Gimbsheim) یک شهر در آلمان است که در آلزی-ورمز واقع شده‌است. گیمبسهایم ۳٬۰۵۹ نفر جمعیت دارد.